# Список Героев Социалистического Труда (Баиров — Банцер)
Эта страница является частью списка Героев Социалистического Труда и перечисляет в алфавитном порядке лиц, удостоенных звания Героя Социалистического Труда, чьи фамилии начинаются с буквы «Б», от Баиров до Банцер.
- Список не включает дважды и трижды Героев Социалистического Труда, а также лиц, лишённых этого звания.
- Список содержит информацию о датах жизни, роде деятельности и дате присвоения звания Героя.
- Герои, удостоенные звания посмертно, выделены в списке  серым цветом .
- Герои, сменившие фамилию после присвоения звания, приводятся в списках дважды, при этом строка с новой фамилией выделяется  бежевым цветом  и не имеет номера.

## Список людей, фамилии которых начинаются с «Б»
| Навигационная таблица | Навигационная таблица   |
| --------------------- | ----------------------- |
| «Б»                   | Баба-Заде — Базилевский |
| «Б»                   | Баиров — Банцер         |
| «Б»                   | Барабанов — Баянов      |
| «Б»                   | Бгажноков — Бенидзе     |
| «Б»                   | Берг — Блюнская         |
| «Б»                   | Бобенко — Болюнова      |
| «Б»                   | Бондарев — Бояршинова   |
| «Б»                   | Брагазин — Бульбаха     |
| «Б»                   | Буматов — Бяшимова      |

| №          | Фамилия, имя, отчество               | Даты жизни              | Деятельность | Дата присвоения | ГС         |
| ---------- | ------------------------------------ | ----------------------- | --- | --------------- | ---------- |
| 1          | Баиров Шакир                         | 1914 — 04.10.1987       | Председатель колхоза «Ленинград» Канибадамского района Таджикской ССР | 30.04.1966      | [ ГС 1 ]   |
| 2          | Баисов Наурза                        | 1893—1959               | Старший табунщик мясного совхоза «Красный партизан» Министерства совхозов СССР, Зеленовский район Западно-Казахстанской области | 03.12.1949      | [ ГС 2 ]   |
| 3          | Бай Борис Владимирович               | 13.03.1912 — 1976       | Директор госплемзавода «Балкашинский» Балкашинского района Целиноградской области | 22.03.1966      | [ ГС 3 ]   |
| 4          | Байбазаров Каримсак                  | 1887—1957               | Старший чабан колхоза «Таскабак» Байганинского района Актюбинской области | 23.07.1948      | [ ГС 4 ]   |
| 5          | Байбаков Николай Константинович      | 07.03.1911 — 31.03.2008 | Заместитель Председателя Совета Министров СССР, председатель Госплана СССР, гор. Москва | 05.03.1981      | [ ГС 5 ]   |
| 6          | Байбородов Фёдор Михайлович          | 17.11.1929 — 19.06.1985 | Старший аппаратчик Стерлитамакского завода синтетического каучука имени 50-летия Башкирской АССР Министерства химической промышленности СССР, Башкирская АССР | 15.01.1974      | [ ГС 6 ]   |
| 7          | Байгабилов Хайрулла                  | 1912 — 24.09.2004       | Директор Актастинской МТС Осакаровского района Карагандинской области | 11.01.1957      | [ ГС 7 ]   |
| 8          | Байгазиев Елеман                     | 1927—1989               | Сталевар мартеновского цеха Казахского металлургического завода Карагандинского совнрахоза | 19.07.1958      | [ ГС 8 ]   |
| 9          | Байгонысов Бекбай                    | 1890—1958               | Старший табунщик колхоза «Кзыл-Чарва» Луговского района Джамбулской области | 23.07.1948      | [ ГС 9 ]   |
| 10         | Байгулин Дюсен                       | 1895—1966               | Скотник-пастух колхоза «Жоншилик» Каркаралинского района Карагандинской области | 23.07.1948      | [ ГС 10 ]  |
| 11         | Байгулов Макам                       | 1921 — ????             | Звеньевой колхоза имени Кагановича Нижне-Чирчикского района Ташкентской области | 12.07.1950      | [ ГС 11 ]  |
| 12         | Байда Анатолий Ильич                 | 24.12.1906 — 06.03.1978 | Управляющий трестом «Югозаптрансстрой» Министерства транспортного строительства СССР, гор. Киев | 28.07.1966      |            |
| 13         | Байда Владимир Антонович             | 11.07.1927 — 15.11.1999 | Бригадир проходчиков строительного управления № 2 комбината «Укрзападшахтострой» Министерства строительства предприятий угольной промышленности Украинской ССР, Львовская область | 26.04.1957      | [ ГС 12 ]  |
| 14         | Байда Иван Моисеевич                 | 06.1913 — 30.11.1969    | Бригадир колхоза «Прогресс» Шаргородского района Винницкой области | 16.02.1948      | [ ГС 13 ]  |
| 15         | Байдадаева Турдихон                  | 1933 — 08.2021          | Колхозница колхоза имени Хрущёва Ферганского района Ферганской области | 11.01.1957      | [ ГС 14 ]  |
| 16         | Байдаков Василий Арсеньевич          | 1915 — 07.1980          | Свинарь колхоза имени XXII съезда КПСС Калининского района Калининской области | 22.03.1966      | [ ГС 15 ]  |
| 17         | Байдаров Мугма Магомед оглы          | 06.1910 — 1975          | Председатель исполкома Белоканского районного Совета депутатов трудящихся Азербайджанской ССР | 01.07.1949      | [ ГС 16 ]  |
| 18         | Байдешева Сейдекуль                  | 1913 — ????             | Звеньевая колхоза «Кенес-1» Свердловского района Джамбулской области | 28.03.1948      | [ ГС 17 ]  |
| 19         | Байдиков Василий Иванович            | 21.01.1913 — 26.04.1989 | Председатель колхоза «20-я годовщина Октября» Острогожского района Воронежской области | 18.01.1948      | [ ГС 18 ]  |
| 20         | Байдиков Самуил Иванович             | 02.09.1904 — 18.10.1985 | Бригадир колхоза «Красный герой» Острогожского района Воронежской области | 07.05.1948      | [ ГС 19 ]  |
| 21         | Байдин Николай Анатольевич           | 05.05.1919 — 07.07.1993 | Электросварщик строительно-монтажного управления № 74 треста «Нефтепроводмонтаж» Главгаза СССР, Башкирская АССР | 09.08.1958      | [ ГС 20 ]  |
| 22         | Байдошвили Иван Васильевич           | 1914 — ????             | Бригадир тракторной бригады колхоза села Магаро Сигнахского района Грузинской ССР | 02.04.1966      | [ ГС 21 ]  |
| 23         | Байдуга Михаил Петрович              | 05.08.1913 — 07.09.1982 | Бригадир совхоза «Решетовский» Кочковского района Новосибирской области | 19.04.1967      | [ ГС 22 ]  |
| 24         | Байер Валентина Ивановна             | 15.05.1930 — 12.02.2010 | Доярка совхоза «Зеленоборский» Щучинского района Кокчетавской области | 08.04.1971      | [ ГС 23 ]  |
| 25         | Байжанов Рысдаулет                   | 1888 — ????             | Старший чабан колхоза «Бостандык» Таласского района Джамбулской области | 23.07.1948      | [ ГС 24 ]  |
| 26         | Байжанов Сырлыбек                    | 15.05.1912 — 27.01.1986 | Начальник Арысского отделения Казахской железной дороги, Южно-Казахстанская область | 01.08.1959      | [ ГС 25 ]  |
| 27         | Байжигитова Айнаш                    | 1914—1997               | Резальщица Гурьевского рыбоконсервного комбината имени В. И. Ленина Гурьевского совнархоза | 07.03.1960      | [ ГС 26 ]  |
| 28         | Байжуманов Абдугали                  | 1912 — ????             | Старший машинист котельного цеха Карагандинской ТЭЦ № 1 Карагандаэнерго Министерства энергетики и электрификации Казахской ССР | 04.10.1966      | [ ГС 27 ]  |
| 29         | Байзаков Уальхан                     | 07.03.1933 — 26.05.2001 | Старший скотник совхоза «Сулуталский» Аксуатского района Семипалатинской области | 22.03.1966      | [ ГС 28 ]  |
| 30         | Байкин Александр Фёдорович           | 20.04.1930 — 10.11.1987 | Электросварщик завода имени Ленинского комсомола Министерства судостроительной промышленности СССР, Хабаровский край | 26.04.1971      | [ ГС 29 ]  |
| 31         | Байкин Василий Степанович            | 23.02.1914 — 17.06.1988 | Комбайнёр Остроленской МТС Нагайбакского района Челябинской области | 05.08.1952      | [ ГС 30 ]  |
| 32         | Байков Александр Александрович       | 06.08.1870 — 06.04.1946 | Начальник отдела металловедения Института металлургии Академии наук СССР, академик и вице-президент АН СССР, гор. Москва | 10.06.1945      | [ ГС 31 ]  |
| 33         | Байков Александр Алексеевич          | 27.09.1929 — 27.02.2023 | Тракторист совхоза «Дрибинский» Горецкого района Могилёвской области | 12.12.1973      | [ ГС 32 ]  |
| 34         | Байков Виктор Иванович               | 07.03.1939 — 08.10.2012 | Бригадир слесарей-сборщиков Красноярского машиностроительного завода имени В. И. Ленина Министерства общего машиностроения СССР | 14.06.1982      | [ ГС 33 ]  |
| 35         | Байков Олег Александрович            | 14.07.1935 — 14.02.2023 | Бывший начальник 101-го Управления специального строительства Главного управления специального строительства Министерства обороны СССР, гор. Комсомольск-на-Амуре; ныне заместитель командующего войсками Прибалтийского военного округа по строительству и расквартированию, гор. Рига; полковник-инженер | 16.02.1982      | [ ГС 34 ]  |
| 36         | Байков Сергей Алексеевич             | 14.08.1927 — 14.10.1988 | Директор совхоза «Астраханский» Наримановского района Астраханской области | 13.03.1981      | [ ГС 35 ]  |
| 37         | Байкова Анна Петровна                | 21.07.1930 — 26.11.1999 | Свинарка колхоза «Победа» Чамзинского района Мордовской АССР | 08.04.1971      | [ ГС 36 ]  |
| 38         | Байкова Татьяна Дмитриевна           | 1901—1956               | Звеньевая колхоза «Искра Ильича» Клинского района Московской области | 19.02.1948      | [ ГС 37 ]  |
| 39         | Байкожаев Аманжол                    | 1915—1983               | Столяр-плотник строительно-монтажного поезда № 2 треста «Каратаухимстрой» Министерства строительства предприятий тяжёлой индустрии СССР, Джамбулская область | 05.04.1971      | [ ГС 38 ]  |
| 40         | Байконусов Дадебай                   | 1883—1958               | Старший табунщик колхоза имени Чкалова Таласского района Джамбулской области | 23.07.1948      | [ ГС 39 ]  |
| 41         | Байкулов Сероб                       | род. 1933               | Старший чабан госплемзавода «Нишан» Каршинского района Кашкадарьинской области | 08.04.1971      | [ ГС 40 ]  |
| 42         | Баймагамбетов Балабий                | 1890—1970               | Старший чабан колхоза «Орнек» Джезказганского района Карагандинской области | 12.07.1949      | [ ГС 41 ]  |
| 43         | Баймагамбетов Денберген              | 1932 — 31.01.2020       | Бригадир горнорабочих очистного забоя Джезказганского горно-металлургического комбината имени К. И. Сатпаева Министерства цветной металлургии Казахской ССР | 10.03.1976      | [ ГС 42 ]  |
| 44         | Баймбетов Орынбасар Бимбетович       | 15.07.1930 — 29.02.2012 | Директор совхоза «Первомайский» Сырдарьинского района Кзыл-Ординской области | 22.03.1966      | [ ГС 43 ]  |
| 45         | Баймуканов Андрей Камашевич          | 01.06.1929 — 06.02.2000 | Скотник откормочного совхоза «Краснозёрский» Краснозёрского района Новосибирской области | 08.04.1971      | [ ГС 44 ]  |
| 46         | Баймурадов Нурали                    | 1913 — 10.09.1967       | Председатель колхоза «Михнат-Рахат» Джар-Курганского района Сурхан-Дарьинской области | 11.01.1957      | [ ГС 45 ]  |
| 47         | Баймурзинов Камза Габдулгазизович    | 02.02.1925 — ????       | Мастер Карагандинского завода синтетического каучука Министерства химической промышленности СССР | 28.05.1966      | [ ГС 46 ]  |
| 48         | Баймурынов Атантай                   | 1906—1970               | Заведующий молочной фермой колхоза «Совет» Каркаралинского района Карагандинской области | 12.07.1949      | [ ГС 47 ]  |
| 49         | Баймуханова Джанылдык                | 01.06.1923 — 05.05.1979 | Старший табунщик колхоза «Жана-Талап» Джангалинского района Западно-Казахстанской области | 23.07.1948      | [ ГС 48 ]  |
| 50         | Байнапасов Тургун                    | 1906 — ????             | Звеньевой виноградарского совхоза № 7 Министерства пищевой промышленности СССР, Орджоникидзевский район Ташкентской области | 05.10.1949      | [ ГС 49 ]  |
| 51         | Байрагдаров Мовлуд Аслан оглы        | 1904 — 05.10.1983       | Председатель колхоза «Адыгюн» Саатлинского района Азербайджанской ССР | 30.04.1966      | [ ГС 50 ]  |
| 52         | Байрак Михаил Иванович               | 08.11.1926 — 22.03.2001 | Председатель колхоза имени Котовского Криулянского района Молдавской ССР | 10.03.1978      | [ ГС 51 ]  |
| 53         | Байрамгельды Курбан                  | род. 1936               | Бригадир машинистов бульдозеров строительно-монтажного управления «Копетдаггидрострой», Министерства мелиорации и водного хозяйства Туркменской ССР | 08.04.1971      | [ ГС 52 ]  |
| 54         | Байрамкулова Зухра Абдурахмановна    | 30.08.1940 — 10.04.2013 | Доярка колхоза «Учкекенский» Малокарачаевского района Карачаево-Черкесской автономной области | 08.04.1971      | [ ГС 53 ]  |
| 55         | Байрамов Бахлул Гусейн оглы          | 15.05.1927 — 12.12.1995 | Машинист экскаватора управления механизации № 5 треста «Азсельстрой» Министерства сельского строительства Азербайджанской ССР | 07.05.1971      | [ ГС 54 ]  |
| 56         | Байрамов Муса Худа Керим оглы        | 10.10.1901 — 05.10.1998 | Заведующий нефтепромыслом № 8 нефтепромыслового управления «Лениннефть» Министерства нефтяной промышленности Азербайджанской ССР | 19.03.1959      | [ ГС 55 ]  |
| 57         | Байрамов Орудж Байрам оглы           | 1907—1986               | Звеньевой колхоза «Социализм» Марнеульского района Грузинской ССР | 03.07.1950      | [ ГС 56 ]  |
| 58         | Байрамов Ханоглан Вели оглы          | 13.09.1933 — 20.09.1999 | Бригадир строительно-монтажного управления № 6 треста «Азморнефтестрой» Министерства нефтяной промышленности Азербайджанской ССР, гор. Баку | 09.08.1958      | [ ГС 57 ]  |
| 59         | Байрамов Шукюр Мамед оглы            | 01.09.1928 — 25.03.1994 | Старший машинист турбинного цеха ГРЭС «Северная» Главного управления Совета Министров Азербайджанской ССР по энергетике и электрификации | 04.10.1966      | [ ГС 58 ]  |
| 60         | Байрамова Башарат Муслюм кызы        | 1919 — 27.08.1998       | Звеньевая колхоза имени Маленкова Белоканского района Азербайджанской ССР | 01.07.1949      | [ ГС 59 ]  |
| 61         | Байрамова Захра Садых кызы           | 15.02.1930 — 03.04.1991 | Звеньевая виноградарского совхоза имени Азизбекова Министерства пищевой промышленности СССР, Азербайджанская ССР | 04.09.1950      | [ ГС 60 ]  |
| 62         | Байрахтаров Абузар Мирза оглы        | 01.07.1923 — ????       | Бригадир совхоза имени XXII партсъезда Кубинского района Азербайджанской ССР | 30.04.1966      | [ ГС 61 ]  |
| 63         | Байсарина Сарвар Мухамединовна       | 01.01.1936 — 19.12.1986 | Швея-мотористка Петропавловской швейной фабрики «Комсомолка» Министерства лёгкой промышленности Казахской ССР, Северо-Казахстанская область | 16.01.1974      | [ ГС 62 ]  |
| 64         | Байсеитов Оспан                      | 1910 — 17.01.1977       | Старший табунщик колхоза «Правда» Зайсанского района Восточно-Казахстанской области | 23.07.1948      | [ ГС 63 ]  |
| 65         | Байсемизов Муса                      | 1879 — ????             | Старший чабан колхоза «Журек-Адыр» Абаевского района Семипалатинской области | 23.07.1948      | [ ГС 64 ]  |
| 66         | Байскаков Туйтебек                   | 1929—2020               | Боец скота Семипалатинского мясоконсервного комбината Министерства мясной и молочной промышленности Казахской ССР | 14.06.1966      | [ ГС 65 ]  |
| 67         | Байсобаева Кулгакы                   | 14.09.1930 — 26.02.2007 | Мотальщица Фрунзенской хлопкопрядильной фабрики имени 50-летия СССР Министерства лёгкой промышленности Киргизской ССР | 04.03.1976      | [ ГС 66 ]  |
| 68         | Байтанов Тулеген                     | 1892—1981               | Старший чабан колхоза «Овцевод» Шаульдерского района Южно-Казахстанской области | 12.07.1949      | [ ГС 67 ]  |
| 69         | Байтусов Мулдай Искакович            | 20.12.1917 — 16.12.1997 | Бригадир тракторно-полеводческой бригады колхоза «Луч Ленина» Бишкульского района Северо-Казахстанской области | 08.04.1971      | [ ГС 68 ]  |
| 70         | Байшев Турдыбек                      | 1910 — ????             | Старший чабан колхоза имени Юсупова Тамдынского района Бухарской области | 07.07.1951      |            |
| 71         | Бакаева Ольга Семёновна              | 11.07.1914 — 29.05.2000 | Звеньевая колхоза «Красный маяк» Панинского района Воронежской области | 18.01.1948      | [ ГС 69 ]  |
| 72         | Бакай Анна Александровна             | 14.11.1911 — 23.04.1998 | Звеньевая колхоза «20 лет Октября» Сватовского района Ворошиловградской области | 19.04.1949      | [ ГС 70 ]  |
| 73         | Баканидзе Дмитрий Несторович         | 1915 — ????             | Председатель колхоза имени Леселидзе Махарадзевского района Грузинской ССР | 23.07.1951      | [ ГС 71 ]  |
| 74         | Баканов Виктор Георгиевич            | 25.03.1942 — 04.05.2013 | Токарь Брянского завода технологического оборудования Министерства электронной промышленности СССР | 10.03.1981      | [ ГС 72 ]  |
| 75         | Баканов Олег Александрович           | 29.07.1917 — 05.04.1971 | Капитан теплохода «Оренбург» Дальневосточного пароходства Министерства морского флота СССР, Приморский край | 09.08.1963      | [ ГС 73 ]  |
| 76         | Бакарандзе Марго Капитоновна         | 1931 — ????             | Колхозница колхоза имени 17 партсъезда Зугдидского района Грузинской ССР | 19.07.1950      | [ ГС 74 ]  |
| 77         | Бакарев Пётр Иванович                | 14.09.1907 — 11.11.1970 | Командир 5-й железнодорожной бригады, полковник | 05.11.1943      | [ ГС 75 ]  |
| 78         | Бакатьев Андрей Федорович            | 1892 — ????             | Звеньевой колхоза «Вперёд», гор. Кизляр Грозненской области | 17.09.1949      | [ ГС 76 ]  |
| 79         | Бакеева Хава Хамидуловна             | 03.08.1932 — 30.07.2003 | Прядильщица Калининской прядильно-ткацкой фабрики имени А. П. Вагжанова Министерства текстильной промышленности РСФСР | 16.01.1974      | [ ГС 77 ]  |
| 80         | Бакин Борис Владимирович             | 10.06.1913 — 30.06.1992 | Министр монтажных и специальных строительных работ СССР, гор. Москва | 06.06.1975      | [ ГС 78 ]  |
| 81         | Бакиров Ибрагим                      | 1915 — 11.1972          | Председатель колхоза имени Сталина Андижанского района Андижанской области | 07.05.1951      | [ ГС 79 ]  |
| 82         | Бакиров Киякбай                      | 1906 — ????             | Директор мясного совхоза «Арыктинский» Министерства совхозов СССР, Кургальджинский район Акмолинской области | 23.07.1948      | [ ГС 80 ]  |
| 83         | Бакиров Мират Самикович              | 01.05.1931 — 30.12.2007 | Директор Уфимского химического завода Министерства химической промышленности СССР, Башкирская АССР | 20.04.1971      | [ ГС 81 ]  |
| 84         | Бакланов Анатолий Васильевич         | 01.09.1923 — 30.05.1995 | Старший спекальщик Павлодарского алюминиевого завода Министерства цветной металлургии Казахской ССР, Павлодарская область | 30.03.1971      | [ ГС 82 ]  |
| 85         | Бакланов Иван Фёдорович              | 1915 — 1979             | Токарь Ново-Карагандинского машиностроительного завода имени 50-летия Октябрьской революции Министерства тяжёлого, энергетического и транспортного машиностроения СССР, Карагандинская область | 05.04.1971      | [ ГС 83 ]  |
| 86         | Бакланов Олег Дмитриевич             | 17.03.1932 — 28.07.2021 | Генеральный директор производственного объединения «Монолит» Министерства общего машиностроения СССР, гор. Харьков | 12.08.1976      | [ ГС 84 ]  |
| 87         | Бакланова Елизавета Георгиевна       | 1897 — ????             | Звеньевая колхоза «Новая жизнь» Верхне-Муллинского района Молотовской области | 19.03.1948      | [ ГС 85 ]  |
| 88         | Баклыков Василий Данилович           | 01.05.1921 — 29.04.1985 | Звеньевой колхоза «Комсомольская искра» Подунского района Кемеровской области | 06.03.1948      | [ ГС 86 ]  |
| 89         | Баков Нарзан Муратович               | 09.05.1926 — 08.05.2001 | Председатель колхоза «Ошхамахо» Зольского района Кабардино-Балкарской АССР | 22.03.1966      | [ ГС 87 ]  |
| 90         | Бактаев Алимжан                      | 1927 — 27.08.1984       | Звеньевой колхоза «40 лет Октября» Панфиловского района Талды-Курганской области | 22.02.1982      | [ ГС 88 ]  |
| 91         | Бактаев Ералы Шопаевич               | 15.05.1926 — 17.10.1983 | Бригадир совхоза имени XX съезда КПСС Зерендинского района Кокчетавской области | 13.12.1972      | [ ГС 89 ]  |
| 92         | Бакубаева Кулян Сергалиевна          | 05.10.1939 — 17.09.2018 | Доярка совхоза «Аканский» Арыкбалыкского района Кокчетавской области | 06.09.1973      | [ ГС 90 ]  |
| 93         | Бакулев Александр Николаевич         | 07.12.1890 — 31.03.1967 | Академик Академии наук СССР, академик и президент Академии медицинских наук СССР, гор. Москва | 08.12.1960      | [ ГС 91 ]  |
| 94         | Бакулин Сергей Васильевич            | 17.09.1934 — 08.03.2022 | Председатель колхоза имени Коминтерна Сараевского района Рязанской области | 29.08.1986      | [ ГС 92 ]  |
| 95         | Бакулов Игорь Алексеевич             | 13.08.1925 — 20.05.2010 | Директор Всесоюзного научно-исследовательского института ветеринарной вирусологии и микробиологии Министерства сельского хозяйства СССР, член-корреспондент Всесоюзной академии сельскохозяйственных наук имени В. И. Ленина, Владимирская область                                                         | 12.08.1985      | [ ГС 93 ]  |
| 96         | Бакуль Валентин Николаевич           | 11.08.1908 — 05.06.1978 | Директор Украинского научно-исследовательского конструкторско-технологического института синтетических сверхтвёрдых материалов и инструментов Госплана Украинской ССР, гор. Киев | 30.12.1963      | [ ГС 94 ]  |
| 97         | Бакунец Иван Арсентьевич             | 20.01.1928 — 22.07.2014 | Бригадир монтажников Криворожского специализированного управления № 105 треста «Криворожстальконструкция» Министерства монтажных и специальных строительных работ Украинской ССР, Днепропетровская область                                                                                                 | 07.05.1971      | [ ГС 95 ]  |
| 98         | Бакунец Нина Фёдоровна               | род. 03.01.1945         | Свинарка колхоза «17 сентября» Столинского района Брестской области | 22.03.1966      | [ ГС 96 ]  |
| 99         | Бакунин Афанасий Васильевич          | 03.07.1909 — 11.05.1965 | Председатель колхоза «Объединение» Красноуфимского района Свердловской области | 09.03.1948      | [ ГС 97 ]  |
| 100        | Бакурадзе Георгий Фомич              | 1928 — ????             | Звеньевой колхоза имени Берия Зестафонского района Грузинской ССР | 09.08.1949      | [ ГС 98 ]  |
| 101        | Бакурадзе Иовел Кимотеевич           | 1912 — ????             | Главный агроном отдела сельского хозяйства Амбролаурского района Грузинской ССР | 09.08.1949      | [ ГС 99 ]  |
| 102        | Бакуридзе Дурсун Османович           | 1910—2007               | Колхозник колхоза села Гонио Батумского района Аджарской АССР | 02.04.1966      | [ ГС 100 ] |
| 103        | Бакуридзе Салих Османович            | 1913—2012               | Звеньевой колхоза имени Андреева Батумского района Аджарской АССР | 29.08.1949      | [ ГС 101 ] |
| 104        | Бакушева Нина Павловна               | 13.06.1931 — 10.08.2001 | Учительница средней школы № 82, гор. Горький | 27.06.1978      | [ ГС 102 ] |
| 105        | Бакчеева Мария Архиповна             | род. 05.09.1945         | Доярка опытно-производственного хозяйства «Тимирязевское» Южно-Уральского научно-исследовательского института земледелия, Челябинская область | 29.08.1986      | [ ГС 103 ] |
| 105.000001 | Бакша Маргарита Ивановна             | род. 1926               | Звеньевая Ивановского виноградарского совхоза Министерства пищевой промышленности СССР, Закарпатская область | 05.10.1949      |            |
| 106        | Балабаев Георгий Матвеевич           | 24.01.1925 — 31.01.1994 | Директор судостроительного завода имени 61 коммунара Министерства судостроительной промышленности СССР, гор. Николаев Украинской ССР | 19.11.1985      | [ ГС 104 ] |
| 107        | Балабаева Прасковья Даниловна        | 01.07.1913 — 01.12.2002 | Доярка колхоза «Путь к коммунизму» Дзержинского района Калужской области | 07.03.1960      | [ ГС 105 ] |
| 108        | Балабанов Василий Иванович           | 1906 — ????             | Управляющий отделением зернового совхоза «Серп и Молот» Министерства совхозов СССР, Новониколаевский район Сталинградской области | 27.03.1948      | [ ГС 106 ] |
| 109        | Балабанов Венедикт Дмитриевич        | 12.01.1908 — 1976       | Директор совхоза «Тобольский» Адамовского района Чкаловской области | 11.01.1957      | [ ГС 107 ] |
| 110        | Балабина Анастасия Ивановна          | 16.10.1909 — 13.12.1985 | Бригадир колхоза «Россия» Кашинского района Калининской области | 30.04.1966      | [ ГС 108 ] |
| 111        | Балабова Александра Кирилловна       | 16.04.1928 — ????       | Звеньевая колхоза имени Ленина Горецкого района Могилёвской области | 30.04.1966      | [ ГС 109 ] |
| 112        | Балабуев Пётр Васильевич             | 23.05.1931 — 17.05.2007 | Первый заместитель генерального конструктора Киевского механического завода Министерства авиационной промышленности СССР | 03.04.1975      | [ ГС 110 ] |
| 113        | Балаев Гамбар Байрамович             | род. 15.11.1928         | Бригадир котельщиков Бакинского вагоноремонтного завода Министерства путей сообщения СССР, Азербайджанская ССР | 16.01.1974      | [ ГС 111 ] |
| 114        | Балаева Халимат Меджид кызы          | 1910—2001               | Звеньевая колхоза «Зарбачи» Белоканского района Азербайджанской ССР | 01.07.1949      | [ ГС 112 ] |
| 115        | Балакардашев Гардашбала Иманали оглы | 15.05.1928 — 01.05.1991 | Старший чабан колхоза имени Сталина Маразинского района Азербайджанской ССР | 17.08.1948      | [ ГС 113 ] |
| 116        | Балакин Николай Иванович             | 09.02.1928 — 09.01.2003 | Комбайнёр Усть-Лабинской МТС Краснодарского края | 27.06.1952      | [ ГС 114 ] |
| 117        | Балакирев Василий Тимофеевич         | 28.07.1914 — 01.08.1985 | Управляющий отделением молочного совхоза имени Куйбышева Министерства совхозов СССР, Никопольский район Днепропетровской области | 20.08.1949      | [ ГС 115 ] |
| 118        | Баламуратов Кайпкали                 | 1881 — ????             | Старший чабан колхоза «Жана-Жол» Урдинского района Западно-Казахстанской области | 23.07.1948      | [ ГС 116 ] |
| 119        | Балан Анастасия Ивановна             | род. 02.05.1927         | Звеньевая колхоза «Червоный прапор» Ново-Украинского района Кировоградской области | 16.02.1948      | [ ГС 117 ] |
| 120        | Баландин Аркадий Тимофеевич          | 10.03.1928 — 12.06.1998 | Плавильщик цеха Каменск-Уральского завода по обработке цветных металлов Министерства цветной металлургии СССР, Свердловская область | 30.03.1971      | [ ГС 118 ] |
| 121        | Баландин Василий Петрович            | 28.12.1904 — 23.03.1973 | Заместитель Народного Комиссара авиационной промышленности СССР, директор моторного завода № 26, Башкирская АССР, генерал-майор инженерно-авиационной службы | 16.09.1945      | [ ГС 119 ] |
| 122        | Баланчивадзе Андрей Мелитонович      | 01.06.1906 — 28.04.1992 | Композитор, народный артист СССР, гор. Тбилиси Грузинской ССР | 31.05.1986      | [ ГС 120 ] |
| 123        | Баласанян Габриел Тигранович         | 1926—2008               | Звеньевой колхоза «Бекум» Сисианского района Армянской ССР | 16.04.1949      | [ ГС 121 ] |
| 124        | Балахов Сергей Иванович              | 1935—1986               | Комбайнёр совхоза «Новопокровский» Ленинского района Кустанайской области | 19.04.1967      | [ ГС 122 ] |
| 125        | Балашова Нина Гавриловна             | 15.01.1926 — 09.11.2007 | Звеньевая колхоза «Россия» Курганинского района Краснодарского края | 30.04.1966      | [ ГС 123 ] |
| 126        | Балгенжиев Зинел                     | 1931—2005               | Бурильщик Южно-Эмбинской нефтеразведочной экспедиции управления «Казнефтегазразведка» Министерства геологии Казахской ССР, Гурьевская область | 12.05.1977      | [ ГС 124 ] |
| 127        | Балгимбеков Абдуали                  | 10.05.1932 — 11.12.2012 | Составитель поездов станции Арысь-1 Алма-Атинской железной дороги, Чимкентская область | 17.10.1985      | [ ГС 125 ] |
| 128        | Балдин Иван Николаевич               | 19.08.1914 — 01.11.2005 | Токарь Пермского машиностроительного завода имени Ф. Э. Дзержинского Министерства оборонной промышленности СССР | 28.07.1966      | [ ГС 126 ] |
| 129        | Балдосов Кажип                       | 1899 — 13.12.1970       | Старший табунщик колхоза «25 лет Казахской ССР» Темирского района Актюбинской области | 23.07.1948      | [ ГС 127 ] |
| 130        | Балеев Павел Кононович               | 05.07.1923 — 10.07.2010 | Заведующий коневодческой фермой колхоза «1 мая» Новосёловского района Красноярского края | 23.07.1948      | [ ГС 128 ] |
| 131        | Балин Николай Николаевич             | 18.12.1930 — 14.11.1998 | Генеральный директор производственного объединения «Сыктывкарский лесопромышленный комбинат имени Ленинского Комсомола» Министерства лесной, целлюлозно-бумажной и деревообрабатывающей промышленности СССР, Коми АССР                                                                                     | 22.05.1986      | [ ГС 129 ] |
| 132        | Балинец Михаил Минович               | 23.08.1929 — ????       | Бригадир проходчиков горных выработок шахтоуправления «Чернухинское» треста «Коммунарскуголь» комбината «Луганскуголь» Министерства угольной промышленности Украинской ССР, Луганская область | 29.06.1966      | [ ГС 130 ] |
| 133        | Балло Никита Михайлович              | 27.09.1906 — 14.05.1980 | Директор совхоза «Краснооктябрьский» Глушковского района Курской области | 22.03.1966      | [ ГС 131 ] |
| 134        | Балло Николай Егорович               | 03.09.1929 — 03.07.2014 | Комбайнёр-тракторист совхоза имени Димитрова Кустанайского района Кустанайской области | 23.06.1966      | [ ГС 132 ] |
| 135        | Балмаш Леонид Маркович               | род. 01.04.1930         | Механизатор объединения Кантемирского районного совета колхозов, Молдавская ССР | 07.03.1980      | [ ГС 133 ] |
| 136        | Балмашнов Виктор Алексеевич          | 06.02.1925 — 05.02.2001 | Старший слесарь-сборщик Невьянского механического завода Министерства машиностроения СССР, Свердловская область | 26.04.1971      | [ ГС 134 ] |
| 137        | Балмашов Николай Иванович            | 1905 — ????             | Бригадир тракторной бригады Пермской МТС Верхне-Муллинского района Молотовской области | 19.03.1947      | [ ГС 135 ] |
| 138        | Балобанова Елизавета Павловна        | 16.09.1910 — 06.12.1984 | Свинарка колхоза «Красный Октябрь» Вожгальского района Кировской области | 01.11.1951      | [ ГС 136 ] |
| 139        | Балов Иван Егорович                  | 10.01.1927 — 07.05.2012 | Председатель колхоза имени Ленина Старожиловского района Рязанской области | 22.03.1966      | [ ГС 137 ] |
| 140        | Балов Иван Михайлович                | 12.04.1912 — 1990       | Стеклодув Ленинградского объединения электронного приборостроения «Светлана» Министерства электронной промышленности СССР | 29.01.1966      | [ ГС 138 ] |
| 141        | Балод Екатерина Мартыновна           | 26.12.1898 — 29.12.1978 | Медицинская сестра центральной больницы Латвийского бассейна, гор. Рига | 04.02.1969      | [ ГС 139 ] |
| 142        | Балтабаев Артык                      | 1908—1969               | Главный инженер первой Турткульской МТС Кара-Калпакской АССР | 11.01.1957      | [ ГС 140 ] |
| 143        | Балтабаев Таджикузи                  | 1920 — ????             | Машинист автопогрузчика управления «Электромонтаж» треста «Ирсовхозстроймонтаж» Главсредазирсовхозстроя Министерства мелиорации и водного хозяйства Узбекской ССР, гор. Гулистан Сырдарьинской области | 05.11.1966      |            |
| 144        | Балтабаев Таныбай                    | 1900—1953               | Старший чабан конного завода № 147 Капальского района Талды-Курганской области | 30.06.1949      | [ ГС 141 ] |
| 145        | Балтабаев Шакир                      | 1922 — ????             | Бурильщик Алмалыкской геолого-разведочной экспедиции объединения «Ташкентгеология» Министерства геологии Узбекской ССР, Ташкентская область | 10.03.1976      |            |
| 146        | Балтаниязов Усенбай                  | род. 1940               | Механизатор совхоза «Халкабад» Кегейлийского района Каракалпакской АССР | 10.12.1973      | [ ГС 142 ] |
| 147        | Балтрушайтис Альбинас Пранович       | род. 1928               | Машинист экскаватора Шяуляйского управления мелиоративного строительства Министерства мелиорации и водного хозяйства Литовской ССР | 23.06.1966      |            |
| 148        | Балтрушайтис Витаутас Антанович      | род. 1930               | Расточник-координатчик Каунасского радиозавода Литовского совнархоза | 01.10.1965      | [ ГС 143 ] |
| 149        | Балугян Соня Арутюновна              | 18.03.1908 — 1992       | Звеньевая колхоза имени Фрунзе Мардакертского района Нагорно-Карабахской автономной области | 01.07.1949      | [ ГС 144 ] |
| 150        | Балуев Михаил Трофимович             | 22.05.1929 — 27.04.2000 | Машинист электровоза локомотивного депо Пермь Свердловской железной дороги, Пермская область | 04.08.1966      | [ ГС 145 ] |
| 151        | Балчанов Магомед Байрам оглы         | 1879 — 27.02.1955       | Звеньевой колхоза «Правда» Акстафинского района Азербайджанской ССР | 01.07.1949      | [ ГС 146 ] |
| 152        | Балыкова Люция Кузьминична           | 13.12.1931 — 28.11.2010 | Учительница Большеуковской средней школы, Большеуковский район Омской области | 27.06.1978      | [ ГС 147 ] |
| 153        | Бальзамов Михаил Иванович            | 18.09.1909 — 25.09.1966 | Главный геолог треста «Краснодарнефтеразведка» Министерства нефтяной промышленности южных и западных районов СССР, гор. Краснодар | 08.05.1948      | [ ГС 148 ] |
| 154        | Бальмонт Борис Владимирович          | 06.10.1927 — 02.2022    | Первый заместитель Министра общего машиностроения СССР, гор. Москва | 06.09.1978      | [ ГС 149 ] |
| 155        | Балюк Александра Алексеевна          | 14.09.1913 — 07.11.1994 | Доярка племенного завода имени Декабристов Миргородского района Полтавской области | 22.03.1966      | [ ГС 150 ] |
| 156        | Балюк Иван Данилович                 | 22.02.1885 — 20.06.1963 | Старший чабан колхоза «Сибмеринос» Рубцовского района Алтайского края | 19.11.1948      | [ ГС 151 ] |
| 157        | Балюк Роман Иванович                 | 26.09.1918 — 04.12.2003 | Чабан колхоза «Страна Советов» Рубцовского района Алтайского края | 22.03.1966      | [ ГС 152 ] |
| 158        | Баляба Василий Иванович              | 25.02.1911 — 1992       | Комбайнёр зернового совхоза «Кущёвский» Министерства совхозов СССР, Кущёвский район Краснодарского края | 12.06.1952      | [ ГС 153 ] |
| 159        | Балясникова Дарья Михайловна         | 26.03.1897 — 22.09.1989 | Звеньевая семеноводческого колхоза имени Стаханова Пучежского района Ивановской области | 09.06.1950      | [ ГС 154 ] |
| 160        | Балясникова Мария Ионовна            | 06.08.1916 — 25.07.1977 | Бригадир колхоза имени Стаханова Пучежского района Ивановской области | 09.06.1950      | [ ГС 155 ] |
| 161        | Бамуратов Аслон                      | род. 10.08.1938         | Оператор по добыче нефти и газа газонефтепромыслового управления «Газлинефтегаз» Всесоюзного промышленного объединения по добыче газа в Узбекской ССР Министерства нефтяной промышленности СССР, Бухарская область                                                                                         | 05.03.1976      | [ ГС 156 ] |
| 161.000002 | Банакова Мария Павловна              | 03.03.1926 — 05.10.2008 | Доярка колхоза «Пятилетка» Костромского района Костромской области | 16.08.1950      | [ ГС 157 ] |
| 162        | Бандак Янина Викентьевна             | 15.10.1909 — 07.04.1982 | Телятница колхоза имени Дзержинского Дзержинского района Минской области | 22.03.1966      | [ ГС 158 ] |
| 163        | Банин Симон Яковлевич                | 14.01.1932 — 04.07.2009 | Машинист экскаватора Великоустюгского дорожно-строительного управления № 2 Министерства строительства и эксплуатации автомобильных дорог РСФСР, Вологодская область | 23.01.1974      | [ ГС 159 ] |
| 164        | Банков Николай Григорьевич           | 14.06.1918 — 19.12.1987 | Бригадир проходчиков строительного управления № 13 треста «Макеевшахтострой» Министерства строительства предприятий угольной промышленности Украинской ССР, Сталинская область | 26.04.1957      | [ ГС 160 ] |
| 165        | Банник Виктор Петрович               | 12.09.1909 — 03.01.1989 | Главный инженер Главтеплоэнергомонтажа Министерства строительства электростанций СССР, гор. Москва | 20.09.1962      | [ ГС 161 ] |
| 166        | Банников Александр Семёнович         | 31.05.1909 — 1978       | Директор совхоза «Яльдино» Спасского района Рязанской области | 22.03.1966      | [ ГС 162 ] |
| 167        | Банников Иван Степанович             | 23.03.1914 — 10.02.1975 | Бригадир тракторной бригады 2-й Сталинабадской МТС Сталинабадской области | 01.03.1948      | [ ГС 163 ] |
| 168        | Банникова Васса Ивановна             | 1910—1974               | Звеньевая семеноводческого колхоза «Льновод» Маслянинского района Новосибирской области | 20.03.1949      | [ ГС 164 ] |
| 169        | Банникова Прасковья Яковлевна        | 1904 — ????             | Звеньевая колхоза «Победа» Сосновского района Челябинской области | 26.03.1948      | [ ГС 165 ] |
| 170        | Баннова Евдокия Ивановна             | 25.12.1924 — 24.06.2005 | Телятница совхоза «Маяк» Чановского района Новосибирской области | 08.04.1971      | [ ГС 166 ] |
| 171        | Банцер Елизавета Яковлевна           | род. 23.09.1929         | Звеньевая колхоза «Заря коммунизма» Новоград-Волынского района Житомирской области | 22.12.1977      |            |

| Навигационная таблица | Навигационная таблица   |
| --------------------- | ----------------------- |
| «Б»                   | Баба-Заде — Базилевский |
| «Б»                   | Баиров — Банцер         |
| «Б»                   | Барабанов — Баянов      |
| «Б»                   | Бгажноков — Бенидзе     |
| «Б»                   | Берг — Блюнская         |
| «Б»                   | Бобенко — Болюнова      |
| «Б»                   | Бондарев — Бояршинова   |
| «Б»                   | Брагазин — Бульбаха     |
| «Б»                   | Буматов — Бяшимова      |